# George Dasent
George Webbe Dasent (22 mai 1817, Saint-Vincent – 11 juin 1896, Ascot) est un écrivain et traducteur britannique, principalement connu pour ses traductions de légendes et contes scandinaves en anglais.

## Biographie
Né dans l'île antillaise de Saint-Vincent, dont son père est attorney-general, il fait ses études à Westminster School, au King's College de Londres et à l'université d'Oxford. Il découvre la littérature et les mythes scandinaves durant son séjour à Stockholm comme secrétaire à l'ambassade du Royaume-Uni en Suède. De retour en Angleterre, il devient rédacteur adjoint du Times, alors dirigé par John Thadeus Delane (en), un camarade de King's College, de 1845 à 1870. Il occupe également les postes de professeur de littérature anglaise et d'histoire moderne à King's College de 1853 à 1869.
Il est fait chevalier en 1876.

## Œuvres

### Traductions
- The Prose or Younger Edda (1842)
- Grammar of the Icelandic or Old-Norse Tongue de Rasmus Rask (1843)
- Popular Tales from the Norse, recueil de contes compilé par Peter Christen Asbjørnsen et Jørgen Moe (1859)
- The Saga of Burnt Njal (1861)
- The Story of Gisli the Outlaw (1866)

### Romans
- Annals of an Eventful Life (1870)
- Three to One (1872)
- Half a Life (1874)
- Les Vikings de la Baltique The Vikings of the Baltic (1875), inspiré de la Jómsvíkinga saga